# Paulus Arajuuri
Paulus Arajuuri, född 15 juni 1988 i Helsingfors, Finland, är en finländsk före dettafotbollsspelare (försvarare) som inte spelar för Anorthosis Famagusta.

## Karriären

### I klubblag
Arajuuri gjorde sin debut i den högsta ligan i Finland med FC Honka säsongen 2006 i derbymatchen mot HJK Helsingfors. Det blev dock inga fler ligamatcher med FC Honka för den unge Arajuuri, vilket ledde till att han gick ner i seriesystemet för att få mera speltid. Bl.a. gjorde han succé i just HJK:s reservlag, Klubi 04, som då spelade i Ettan.
Säsongen 2008 fick Arajuuri mera ansvar på liganivå då han kontrakterades av IFK Mariehamn. Han blev redan under första säsongen på Åland en publikfavorit och gjorde bra ifrån sig på planen. 

#### Till Sverige och Kalmar
I september 2009 blev det klart att Arajuuri skulle flytta till Sverige och Kalmar FF i Allsvenskan, detta på ett fyraårs-kontrakt från säsongen 2010.
Den första säsongen på svensk mark blev tämligen motig för den finske mittbacken. Under 2010 var han mestadels satt på avbytarbänken med 12 matcher från start. 2011 var Arajuuri tänkt som en startman men då han skadat sig under inledningen av Allsvenskan och ersättande spelare gjort bra ifrån sig blev det åter till större delen en bänkplats för finnen. Arajuuri, som under säsongen ändå fick göra sina första mål i Allsvenskan, fick speltid i sammanlagt 10 matcher under säsongen 2011.

#### Proffsflytt till öst
Säsongen 2013 blev ett bakslag för finländaren då han under stora delar led av en skada och endast kunde göra 12 matcher från start. Under sommaren stod det också klart att Arajuuri inte skulle förlänga sitt kontrakt med den svenska klubben. Istället hade han enligt de gällande Bosman-reglerna skrivit på för polska Lech Poznań. Flytten skedde sedan till säsongen 2014.

#### Återkomst till Norden
I januari 2017 bytte Arajuuri till danska klubben Brøndby IF.

#### Cypern
I augusti 2019 värvades Arajuuri av Pafos. Den 30 juni 2021 värvades han av Anorthosis Famagusta.
Tillbaka till Finland
I juli 2022 skrev Arajuuri på för HJK Helsingfors, där han endast spelade 2 matcher. I maj 2023 flyttade han till rivalerna HIFK i den näst högsta serien, där han gjorde en stark sista säsong, med 3 mål på 25 matcher. Efter säsongen valde Arajuuri att lägga skorna och bollen på hyllan.

### I landslag
Arajuuri fick göra sin debut i U21-landslaget hemma mot Polen 3 juni 2008. Arajuuri fanns med på den slutliga listan på spelare från vilken man valde truppen till U21-Europamästerskapet i fotboll 2009, men han petades i sista stund. Arajuuri blev senare uttagen till den trupp som mötte Nederländerna och Polen i kvalet till U21-EM 2011 (i Danmark).
Arajuuri gjorde sedan sin debut i Finlands A-landslag 18 januari 2010 i en träningsmatch mot Sydkorea.

### Webbsidor
- Paulus Arajuuri på Svenska Fotbollförbundets webbplats
- Paulus Arajuuri på Soccerway (engelska)
- Paulus Arajuuri på National-Football-Teams.com (engelska)
- Arajuuri på 90minut.pl
- Spelarprofil
- Spelarprofil (finska)
- Arajuuri på Transfermarkt.co.uk